# Хосе Луїс Парадас Ромеро
Хосе Луїс Парадас Ромеро (нар. 16 жовтня 1972, Антекера, Малага, Андалусія, Іспанія) — колишній іспанський футбольний арбітр, що судив матчі найвищої іспанської ліги. Член Комітету арбітрів Андалусії.

## Кар'єра
Його дебют на посаді арбітра відбувся 2 вересня 2000 року. У сезоні 2006—2007 у Другому дивізіоні Іспанії він здобув Трофей Гурусета з коефіцієнтом 1,21, а в наступному сезоні 2007—2008 підвищився до рівня Ла-Ліги. Дебютним для нього у Ла-Лізі став матч «Леванте» проти «Реал Мурсія» (0-0), що відбувся 2 вересня 2007 року.
27 лютого 2013 року він повідомив президента Технічного комітету арбітрів про свій офіційний вихід з арбітражу через розбіжності з технічним директором Комітету професійного футболу Мануелем Діасом Вегою щодо останнього матчу, який він обслуговував, між мадридськими командами «Реал» та «Райо Вальєкано» (2-0), що відбувся 17 лютого.

## Нагороди
- Золотий свисток другого дивізіону[es] (1) : 2006
- Трофей Гурусета[en] (1): 2007